# Modlitebna Moravských bratří Nowa Sól
Modlitebna Moravských bratří Nowa Sól, polsky Świątynia Braci Morawskich w Nowej Soli, je památkově chráněná bývalá modlitebna církve Moravských bratří a současná tělocvična v Polsku. Nachází se ulici Wróblewskiego na levém břehu řeky Odry ve městě Nowa Sól v okrese Nowa Sól v Lubušském vojvodství v mezoregionu Pradolina Głogowska a v historickém regionu Dolním Slezsku.

## Historie a popis
Dnes již zaniklý místní křesťanský sbor Moravských bratří byl ve městě založen v roce 1744 a to na základě povolení pruského krále Fridricha II. Velikého (1712–1786) z roku 1742. V roce 1747 zde  byla postavena jejich první modlitebna, která vyhořela v roce 1759. V roce 1769 byla postavena nová modlitebna. Modlitebna má obdélníkový půdorys a je zastřešena sedlovou střechou s frontonem. Ve středu hřebene střechy má také hodinovou věž s kulovitou kopulí s praporcem. V podkroví budovy se nacházel byt. Modlitebna přestala sloužit svému účelu v roce 1945 a později byla přeměněna na tělocvičnu nedaleké školy.

## Galerie

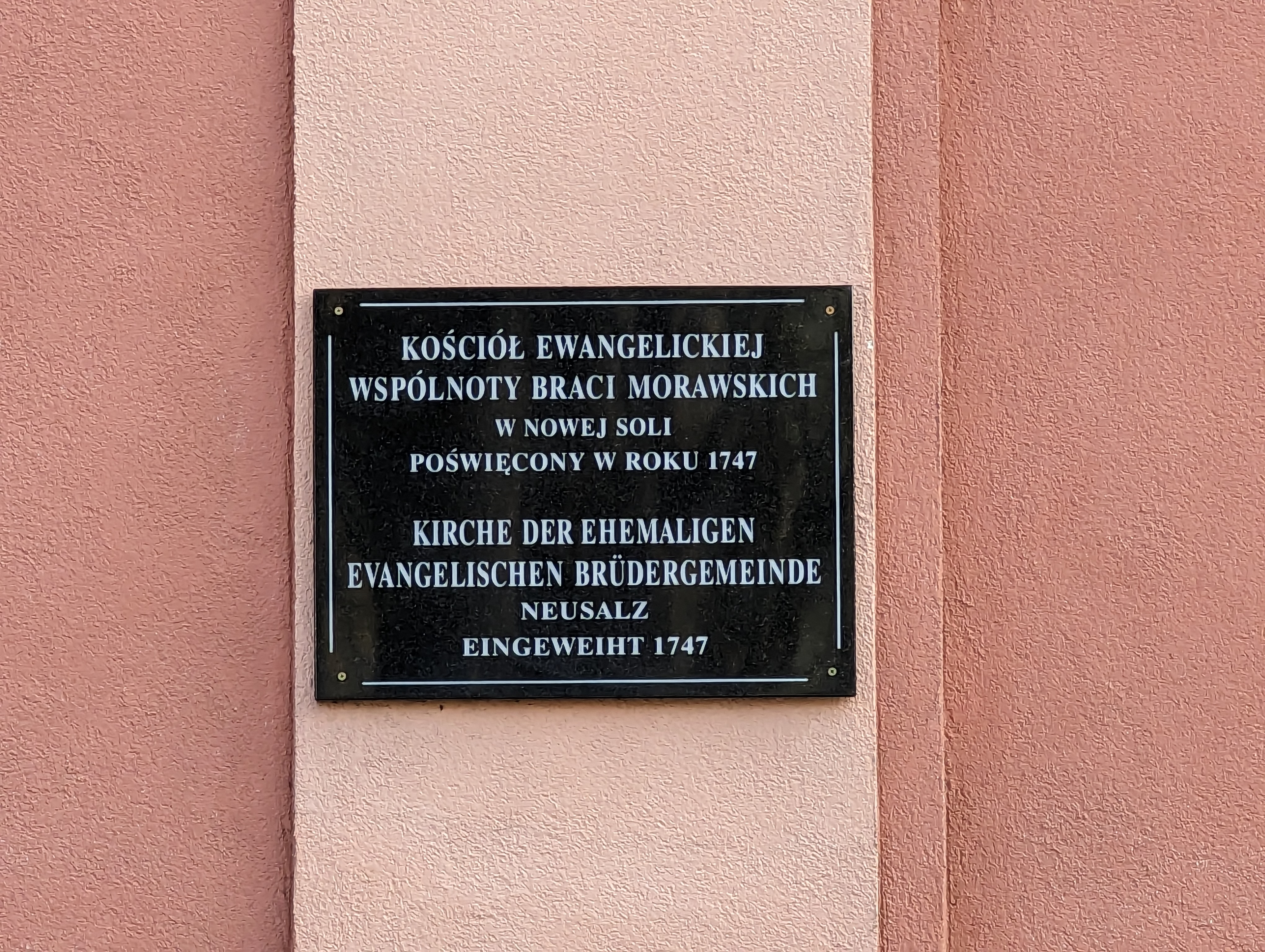
Dvojjazyčná pamětní deska
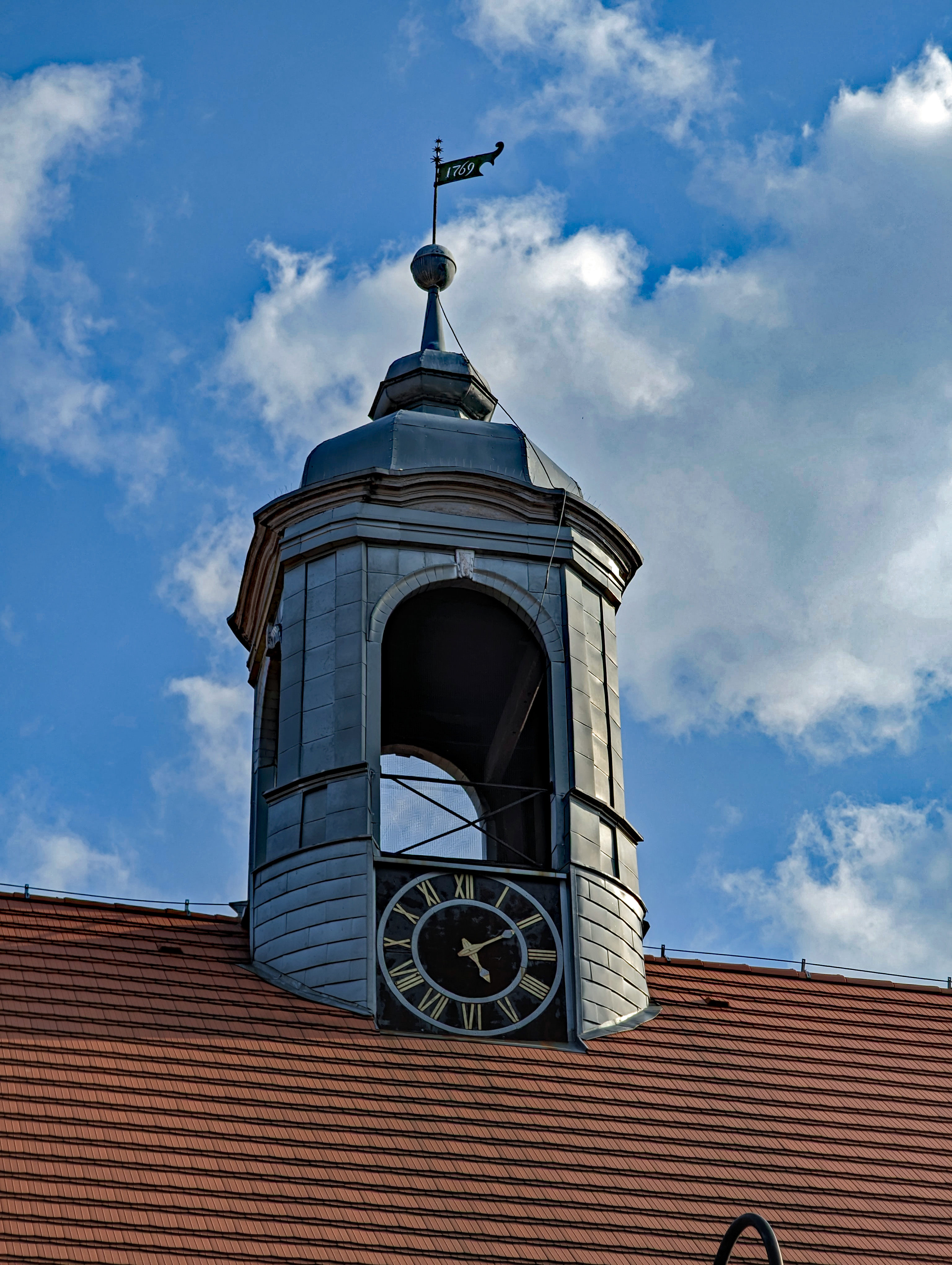
Hodinová věž s kulovitou kopulí a praporcem